# Osprey Publishing
Pour les articles homonymes, voir Osprey.
Osprey Publishing est une maison d'édition britannique installée à Oxford spécialisée dans la publication d’ouvrages sur l’histoire et la stratégie militaire, du Moyen Âge à aujourd'hui, en langue anglaise. Son volume de publication, la richesse des documents abondamment illustrés de photographies, de cartes et de profils et ses séries très prisées telles que Campaigns (219 numéros), Men-at-Arms (plus de 455 numéros), Essentials histories (71 numéros) ou Aircam pour n’en citer que quelques-unes en font un éditeur de documents de référence pour tout amateur d’histoire militaire. Osprey Publishing a publié environ 1 500 livres à ce jour.

## Historique
Dans les années 1960, la firme Brooke Bond Tea Company entreprend d’inclure des cartes d’avions militaires dans ses emballages de thé. Devant le succès populaire de ces cartes, l’artiste illustrateur Dick Ward propose de publier des livres illustrés sur les avions militaires. L’idée étant adoptée, une petite filiale baptisée Osprey est créée. Son premier ouvrage intitulé North American P-51D Mustang in USAAF-USAF Service est publié en 1968 dans le cadre de la série Aircam Aviation Series. Ces ouvrages de type monographie, dans lequel un avion est abordé dans chaque fascicule, comportent environ 48 pages avec de nombreuses photographies en noir et blanc ainsi que des profils soulignant un texte placé en guise d’introduction. Un dérivé de cette série baptisée Specials a également vu le jour afin de présenter les camouflages et marques portés par ces appareils en service dans différentes armées de l’air du monde.
Peu de temps après, Dick Ward propose d’étendre le concept aux unités militaires renommées, donnant naissance à la série Men-at-Arms à partir de 1971. Philip Warner, un historien de la Royal Military Academy Sandhurst, est nommé responsable de cette série. Le premier fascicule intitulé Foot Grenadiers of the Imperial Guard de Charles Grant est publié en 1971. Les premiers ouvrages de la série détaillent l’histoire des régiments plutôt que l’étude des uniformes et des équipements qui caractérise les exemplaires plus récents.
Au début de 1972, Martin Windrow (en), qui travaillait déjà en indépendant comme rédacteur en chef pour Men-at-Arms, rejoint Osprey à plein temps. Pendant 17 années, Martin C. Windrow va mener Men-at-Arms jusqu’à son 200e exemplaire.
Durant la seconde moitié des années 1970, Osprey est racheté par George Philip Group, un spécialiste des cartes et atlas.
La série Vanguard, devenu entretemps New Vanguard, lancée en 1978, s’intéresse aux véhicules et unités blindées. Elite est lancé en 1984, son premier fascicule étant intitulé The Paras 1940–84. En 1987, Martin C. Windrow quitte Osprey. À cette date, l’éditeur s’est diversifié dans divers sujets, notamment l’automobile.
La quatrième pierre angulaire de l’édifice Osprey apparaît en 1990 sous la forme d’un titre intitulé Campaign. Répondant au nom de Normandy 1944, ce titre a fait l’objet de plusieurs rééditions. La série comporte plus de 200 titres. La série Warrior apparaît, quant à elle, en 1993 avec les titres Norman Knight AD 950–1204 et Confederate Infantryman 1861–65. Le no  100 Nelson's Sailors paraît pour le bicentenaire de la bataille de Trafalgar en 2005. Le premier de la série New Vanguard, baptisé Kingtiger Heavy Tank 1942–45, a été publié en 1993. À partir de 2001, la liste des sujets s’étend à tous les types de machine de guerre de tous les temps.
Tony Holmes, responsable d’articles sur l’aviation depuis 1989, photographe et auteur pour Osprey bien avant, développe la série Aircraft of the Aces. Elle est lancée en 1994 avec le titre Mustang Aces of the Eighth Air Force, un clin d’œil au premier titre d’Osprey sur le North American P-51 Mustang. Cette série de fascicules à succès donnera naissance à une version francisée intitulée Les Combats du Ciel publiée par l’éditeur d’origine espagnole Del Prado à partir de 1999. La série Combat Aircraft apparaît peu de temps après, en 1997, suivie de Aviation Elite Units qui fait entrer l’éditeur britannique dans le XXIe siècle.
En 1998, Osprey devient indépendante et quitte Londres pour rejoindre Oxford, laissant Reed International (plus tard Reed Elsevier) qui était propriétaire de George Philip depuis 1988. La décision est alors prise de se concentrer sur la publication d’ouvrage sur l’histoire militaire pour les séries en cours. Martin Windrow rejoint Men-at-Arms comme directeur de la publication indépendant. Une nouvelle équipe est constituée.
De nouvelles séries apparaissent comme Essential Histories en 2001, Fortress (94 numéros) et Osprey Modelling en 2003 et Battle Orders en 2004. Fortress et Battle Orders sont considérées comme étant dans la droite ligne de leurs prédécesseurs en fournissant des textes détaillés étayés par des informations visuelles sur les principales facettes de l’histoire des conflits à destination des amateurs, des puristes et autres professionnels. L’accueil des deux premiers titres respectifs de ces séries, Hadrian's Wall AD 122–410 et US Marine Corps Pacific Theater of Operations 1941–43 témoigne d’un engouement pour ce type d’ouvrages. Osprey Modelling se démarque par contre en offrant des ouvrages sous forme de mode d’emploi pour amateurs. Essential Histories est une histoire mondiale des guerres et conflits en plusieurs volumes destinée à la plus large audience possible.
À partir de 2003 sont publiés les ouvrages Osprey General, qui ne constituent pas à proprement parler une série, destinés, comme la série Essential Histories, à des lecteurs grand public. Certains titres sont constitués d’un mélange de textes et d’illustrations déjà publiés et inédites tandis que d’autres titres sont complètement inédits.
À la fin de 2004, Osprey déménage dans des bureaux situés à Oxford et New York. Sa nouvelle filiale, Osprey Publishing Inc., commence ses activités en Amérique du Nord au début de l’année 2005.
En août 2007, Osprey réalise sa première acquisition avec Shire Publications Ltd, un éditeur spécialisé en matière d’histoire, de patrimoine et d’objets de collection. Cette même année est l’occasion de la sortie de la série Duel dont le slogan est engager l’ennemi. Elle décrit les machines de guerre aux prises les unes contre les autres et les hommes qui les mettaient en œuvre.
Au début de l’année 2008, la firme franchit une étape décisive en s’engageant dans l’univers des jeux. Elle édite Field of Glory en coopération avec Slitherine Software

## Publications

### Armées et unités

#### Raid
La série Raid d’Osprey Publishing entreprend de décrire des actions militaires ponctuelles menées par de petites unités militaires, des unités de forces spéciales ou des unités anti-terroristes. Chaque exemplaire propose une analyse détaillée de chaque action avec une présentation du contexte ainsi que la stratégie envisagée pour étudier le déroulement effectif des opérations et donner un bilan.

### Histoire militaire

#### Command
La série Command est dédiée à l’étude des grands commandants de l’histoire militaire ayant su, par leurs idées novatrices en matière d’utilisation de la technologie, de tactique sur le champ de bataille ou méthodes d’entraînement ou simplement par leur qualité de meneur d’homme, à décider du sort de batailles ou de conflits. Un examen critique de ces hommes d’exception est ainsi mené grâce à l’utilisation de cartes, de schémas des tactiques employées et de dessins.

### Aviation

#### Aircam/Airwar
La série Aircam/Airwar décrit les opérations de combat des principales forces aériennes des Première et Seconde Guerre mondiale. Chaque fascicule s’attache à décrire un rôle particulier, chasseur, bombardier, appareil d’attaque au sol sur un théâtre d’opérations donné. Le texte fournit une histoire de la campagne aérienne menée par ces unités en décrivant les homes, les missions, les machines et leurs marquages. Les ouvrages sont bien illustrés par des photographies rares en noir et blanc et comportent en outré 6 pages de dessins en couleurs illustrant les appareils, les insignes d’unité, les véhicules et les uniformes.
La série, initialement baptisée Aircam/Airwar, devient Osprey/Airwar à partir du 13e exemplaire. En 2002, ces titres sont ré-imprimés pour célébrer le 25e anniversaire de la première publication.
Ces ouvrages à couverture souple comportent 48 pages, 30 à 40 photographies et 6 pages de dessins en couleur.

#### Osprey Colour Series
Les livres de la série Osprey Colour series présentent des photographies en couleurs d’avions. 

#### Osprey Colour Classics
À l’instar de la série Osprey Colour Series, les livres de la série Osprey Colour Classics répondent à une demande pour des livres d’aviation ne comportant que des photographies de qualité accompagnées simplement d’une légende.

#### Civil Aircraft
La série de fascicules Civil Aircraft d’Osprey Publishing reprend le concept de la série Osprey Colour en dépeignant principalement par l’image les principaux avions de transport civils. Chaque numéro débute par une introduction concise avant de détailler dans plusieurs sections les différentes variantes ou type d’appareil. Ce texte relativement concis est complété par les légendes des photographies. Des spécifications techniques sont regroupées dans des tables à la fin du livre.
Si les premiers titres ont adopté un format presque carré issu de la série Osprey Colour, les fascicules plus récents sont par contre pratiquement au format A4, avec une couverture souple. Typiquement, chaque volume dispose de 128 pages pour environ 128 photographies.

#### Air Combat
La série de monographies Osprey Air Combat s’attache à décrire des avions de combat classiques d’après-guerre. Chaque titre détaille le développement et l’utilisation en service actif grâce à des textes bien écrits soulignés par de nombreuses photographies en noir et blanc. Une section de 8 pages de photographies en couleurs occupe le centre de l’ouvrage. Les photographies de grande taille sont reproduites d’une façon claire avec des légendes complètes. Par contre, peu de dessins sont présents. Les dernières pages sont consacrées à un glossaire, à des spécifications techniques ainsi que des appendices détaillant la production des appareils, leurs variantes et les unités les mettant en œuvre« Osprey Air Combat sur Aeroflight.co.uk » (consulté le 9 mai 2010).
La revue a couverture souple ou cartonnée comporte 198 pages pour un format A4 (27,7 × 20,5 cm) avec 170 photographies dans le premier exemplaire.

#### Superbase
La série Superbase d’Osprey présente quelques-unes des plus importantes bases aériennes militaires du monde. Chaque exemplaire, après un texte de présentation de 3 ou 4 pages décrivant l’histoire et les missions dévolues à la base, présente une centaine de photographies en couleurs de qualité imprimées sur papier glacé.
Le premier livre de la série est apparu en 1988.

#### Production Line to Frontline
Comme il est souvent de tradition chez Osprey, le premier titre de cette série paru en 1998 est consacré au North American Aviation P-51 Mustang. La série dont les 5 exemplaires ont été écrits par Michael O'Leary s’attache à décrire la carrière opérationnelle d’avions de légende depuis le concept et les essais en vol jusqu’à la chaîne de production et les unités opérationnelles. Les fascicules aux 144 pages comportent du texte combiné avec d’intéressantes photographies, des dessins, des écorchés et des appendices.

#### Aviation Pioneers
Aviation Pioneers s’intéresse aux pionniers de l’aviation. Les livres de cette série sont soulignés, comme souvent chez Osprey, par d’intéressantes photographies d’archives en noir et blanc. Des biographies et portraits de pionniers de l’aviation tiennent également une place de choix parmi les avions présentés.

#### Aviation Elite Units
La série Aviation Elite Units décrit l’histoire complète d’une unité de chasse ou de bombardement qui s’est particulièrement distinguée lors d’actions de combat. Sont mis à l’honneur des participants peu connus à ces combats dont les récits viennent compléter les histoires d’as plus médiatiques « connus » depuis fort longtemps. Chaque exemplaire comprend au moins 30 dessins spécialement conçus pour la série, illustrés par des photographies d’époque en noir et blanc.

#### Frontline Colour
Frontline Colour est une série consacrée aux appareils de combat américains impliqués dans la guerre de Corée. Les fascicules de cette série, dont les 6 numéros ont tous été écrits par Warren Thompson, comportent des photographies en couleurs issus de l’une des plus importantes collections privées d’avions militaires, des dessins, des écorchés qui viennent compléter un texte complet agrémenté de récits de première main de combattants. Les fascicules à la couverture souple de 128 pages comportent aviron 130 photographies.

### Équipement et technologie

#### Vanguard
Vanguard est le nom d’une série de livres presque tous consacrés aux unités militaires de la Seconde Guerre mondiale, à leurs équipements et leur armement. Le responsable de la série (Series Editor) est Martin Windrow.

#### Duel
La série Duel est consacrée à l’étude de grands duels aussi bien sur terre, sur mer que dans l’air.

### Modèle réduit et culture populaire

#### Modelling
Osprey Modelling est une série de fascicules de l’éditeur britannique Osprey Publishing consacrée à l’assemblage, à la description détaillée, à la conversion et à la personnalisation des modèles réduits. Elle s’adresse aussi bien aux débutants en prodigant des trucs et astuces de base qu’aux passionnés exigeants. Des journalistes de renom tels que Brett Green, Gary Edmundson, Steven J Zaloga (en), Mark Bannerman, Steve van Beveren, Graeme Davidson, Geoff Coughlin, Tom Cockle, Robert Oehler, Nicola Cortese et Alex Clark, ont participé à cette série qui comporte des photographies des principales étapes de montage jusqu’aux finitions de detail.

#### Modelling Manuals
Osprey Modelling Manuals, connu sous le nom Compendium Modelling Manuals pour les 4 premiers numéros, est une série d’Osprey qui s’adresse en priorité aux amateurs de modèles réduits terrestres et aériens. Le responsable de la série se nomme Donald Sommerville.

#### Modelling Masterclass
Modelling Masterclass est également une série de fascicules publiée par Osprey Publishing et destinée aux amateurs de modèles réduits.

#### Graphic History
Les livres de la série Graphic History se présentent sous la forme de bandes dessinées basées sur des histoires de guerre authentiques à destination d’un public jeune ou adulte. Les histoires comportant des détails historiques sont complétées par la présence de renvoi vers des lectures complémentaires, la description des personnages clés ainsi qu’un glossaire des termes employés.